# Franciszek Łącki
Franciszek Łącki herbu Brodzic (ur. w 1562, zm. w 1617) – polski duchowny rzymskokatolicki, biskup pomocniczy kujawsko-pomorski.

## Życiorys
Studiował w Padwie.
15 września 1597 papież Klemens VIII prekonizował go biskupem pomocniczym kujawsko-pomorskim oraz biskupem in partibus infidelium margaryteńskim. 24 sierpnia 1598 we Włocławku sakry biskupiej udzielił mu biskup kujawsko-pomorski Hieronim Rozdrażewski. Współkonsekratorami byli biskup pomocniczy gnieźnieński Jan Gniazdowski OCist oraz biskup pomocniczy płocki Jan Zamoyski OSB.
Pochowany w katedrze Wniebowzięcia NMP we Włocławku.